# 1008
Початок Високого Середньовіччя  •  Епоха вікінгів  •  Золота доба ісламу  •  Реконкіста  •  Київська Русь

## Геополітична ситуація
Візантію очолює Василій II Болгаробійця. Генріх II є імператором Священної Римської імперії.
Королем Західного Франкського королівства є, принаймні формально, Роберт II Побожний.
Апеннінський півострів розділений між численними державами: північ належить Священній Римській імперії,  середню частину займає Папська область, на південь від Римської області  лежать невеликі незалежні герцогства,   півдненна частина півострова належать Візантії. Південь Піренейського півострова займає Кордовський халіфат на чолі з Хішамом II. Північну частину півострова займають християнські королівство Леон (Астурія, Галісія), де править Альфонсо V, Наварра (Арагон, Кастилія) та Барселона.
Королівство Англія очолює Етельред Нерозумний.
У Київській Русі триває правління Володимира. У Польщі править Болеслав I Хоробрий.  Перше Болгарське царство частково захоплене Візантією, в іншій частині править цар Самуїл. У Хорватії триває правління Крешиміра III та Гойслава.  Королівство Угорщина очолює Стефан I.
Аббасидський халіфат очолює аль-Кадір, в Єгипті владу утримують Фатіміди, в Середній Азії — Караханіди, у Хорасані — Газневіди. У Китаї продовжується правління династії Сун. Значними державами Індії є Пала, Пратіхара, Чола. В Японії триває період Хей'ан.

## Події
- Шведський король Улоф Шетконунг прийняв християнство.
- Султан Махмуд Газневі розбив Караханідів під Балхом і прогнав їх із Хорасану.
- Після смерті сина Аль-Манзора Абд аль-Маліка, в Кордовському халіфаті почався період розбрату.